# 阿富汗石主動防禦系統
阿富汗石主動防禦系統
是俄羅斯發展的主動防禦系統（Active Protection System，簡稱：APS），預計搭載於阿瑪塔重型履帶通用平台和庫爾干人通用履帶平台之上。在布局上，阿富汗石APS與畫眉鳥APS較為相近，攔截彈能防護砲塔前方120度範圍內來襲目標，共備彈10枚，擁有高精準度、低誤判率，並將攔截彈體速度提高到1700m/s（未來可能升級至3000m/s）同時增強攔截彈破片的殺傷力，以達到宣稱可以攔截動能彈的效果。

## 背景

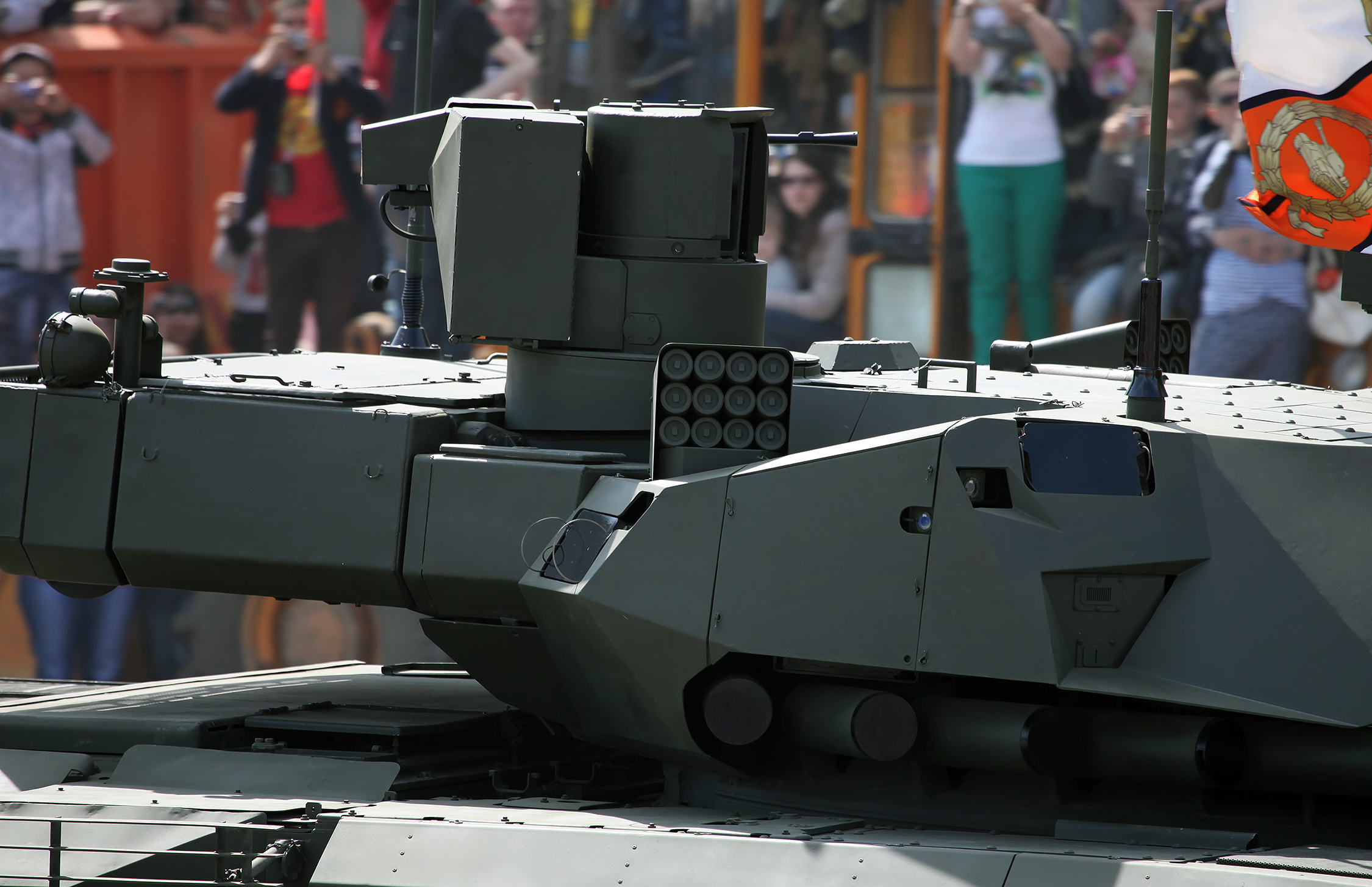
阿富汗石APS，遙控武器站、光電偵測器、攝影機、煙幕彈發射器

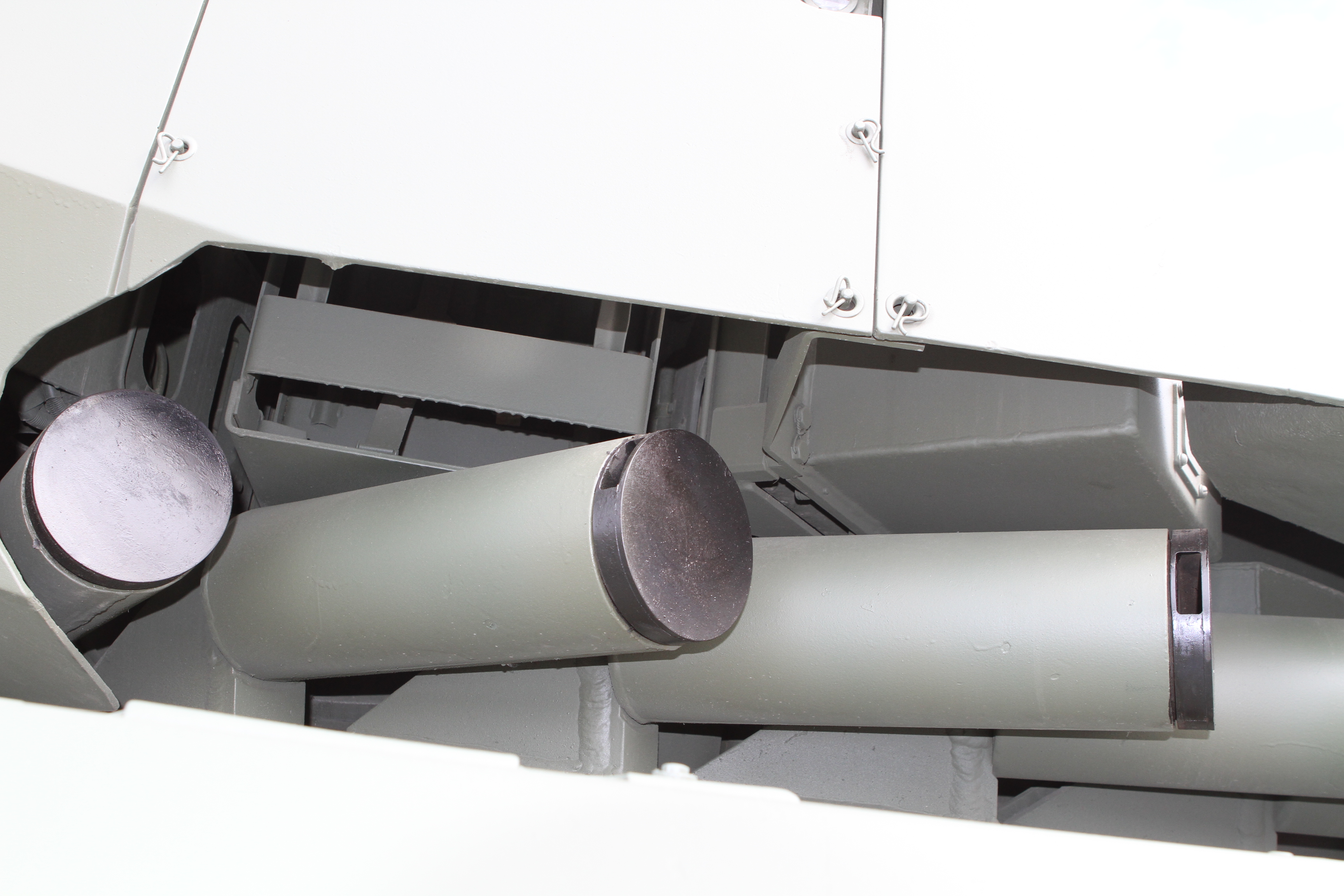
阿富汗石APS攔截彈發射器近觀

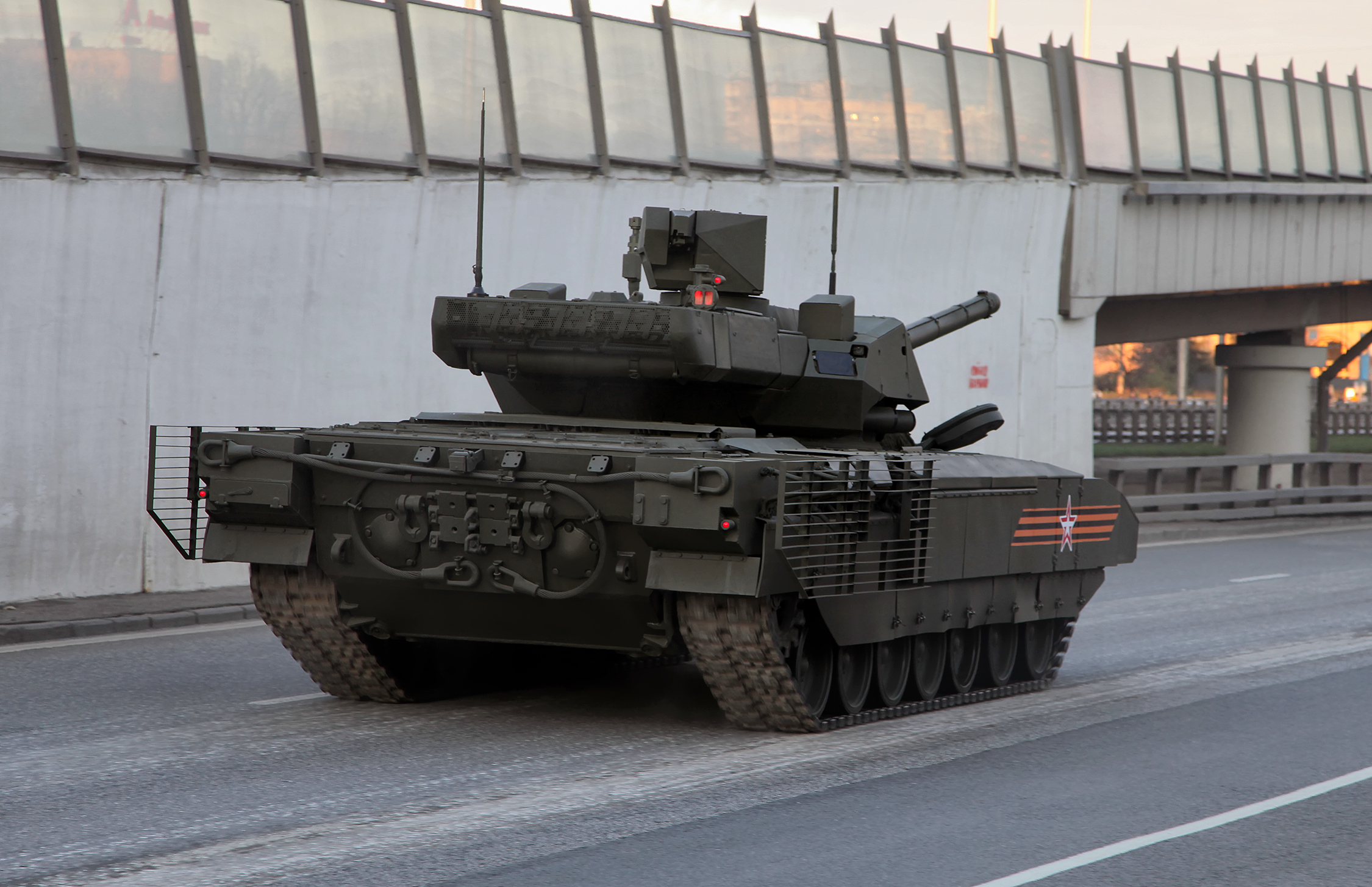
圖片中砲塔上兩個紅色長方形及一個圓形亮點及下方左右履帶上方各一個紅點為不知型號光電系統

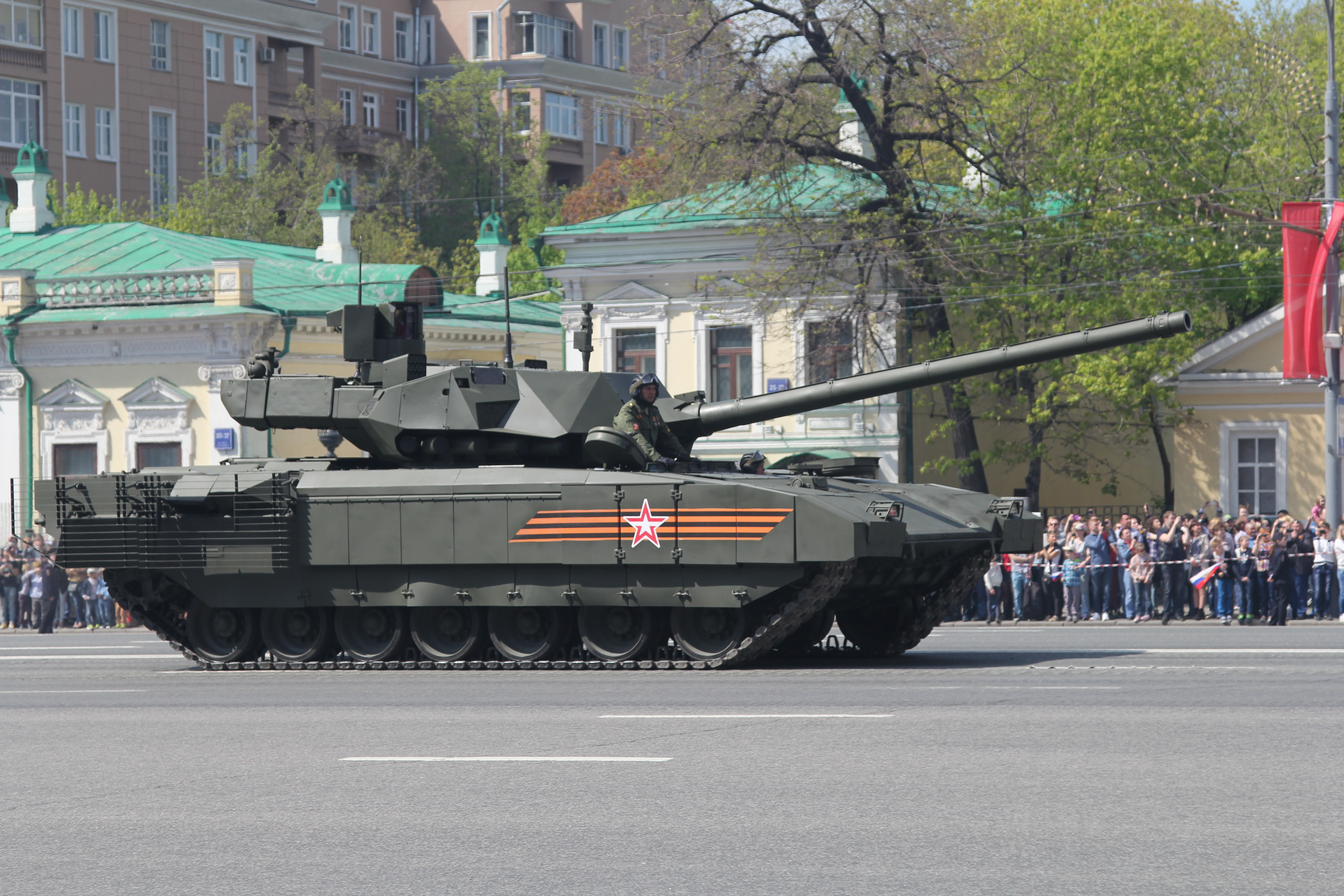
砲塔和砲塔環間的左右各五具阿富汗石APS攔截彈發射器

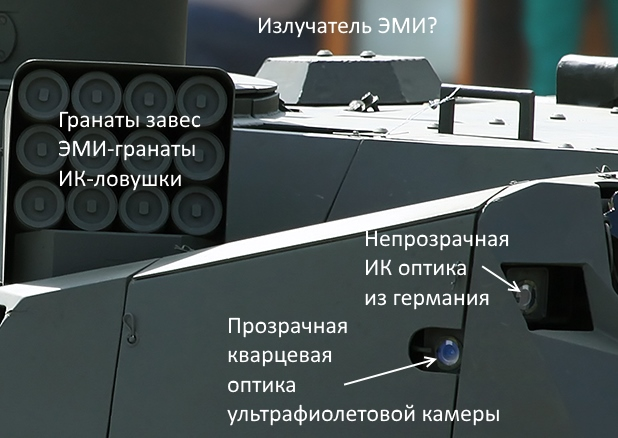
附俄文說明；砲塔右前方12管煙霧彈發射器，不詳型號光電感測器

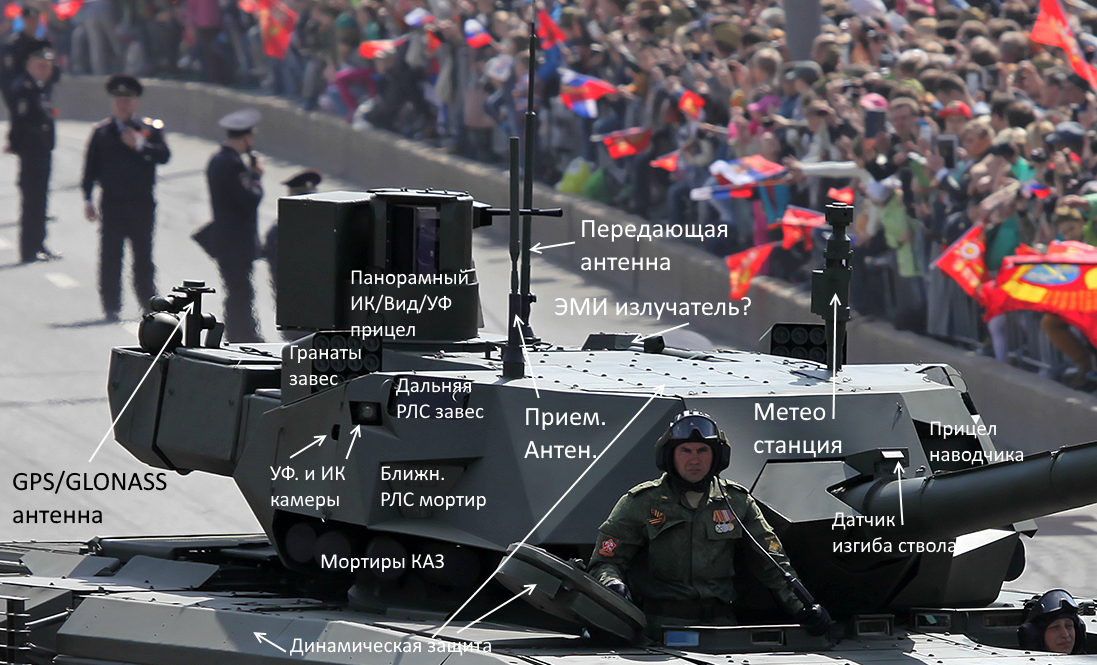
附俄文說明跑塔部件名稱

「阿富汗石」主動防禦系統隨T-14 阿瑪塔（Armata）主力戰車正式在2015年俄羅斯二戰勝利日（Victory Day）的閱兵典禮中現身。迄2021年十月止，除俄羅斯媒體報導及讀者投書依據公開圖片資料發表阿富汗石APS細節解說外，歐美媒體缺乏可靠一手資料因此少有詳盡分析報導，原因可能與T-14 阿瑪塔（Armata）主力戰車未達到量產化及尚未有外國客戶採購，未有相關國際軍火展覽會細節展示。
目前外界根據已知資料，推測「阿富汗石」主動防禦系統，使用主動式陣列雷達，可掃描、偵測來襲的反裝甲飛彈、反裝甲武器彈藥，並用砲塔環兩側攔截彈發射器，發射大量自鍛破片(Self-Forging Fragment，SFF)也叫爆炸成型彈丸(Explosively Formed Penetrator，EFP )擊毀砲塔前方120度範圍內來襲的反裝甲飛彈、反裝甲武器彈藥。攔截彈發射器的位置導致可能僅安裝在特定載具如阿瑪塔重型履帶通用平台和庫爾干人通用履帶平台，不像以色列戰利品主動防禦系統可小幅改造安裝於不同載具上。
根據俄媒《Izvestia日報》報導，裝置於T-14戰車上的阿富汗石APS已經在2016年的測試中展現出攔截衰變鈾（DU）翼穩脫殼穿甲彈（APFSDS）的能力，令在半空中攔截高速動能穿甲彈成為現實，倘若系統持續精進，且北約戰車與搭載該APS的俄羅斯戰車對抗，北約戰車很可能會居於劣勢。

## 服役歷程
2018年8月，俄羅斯國防部簽署合約，採購132輛T-14主戰車，由於T-14主戰車量產交付時程一延再延，「阿富汗石」主動防禦系統也隨之延後服役。

### 相關新聞
2020年6月18日的公開展示中，阿富汗石APS整體外觀沒有變化。
2020年12月，俄羅斯負責軍工產品出口的俄羅斯國家技術集團（Rostec）總裁 Sergai Chemezov表示，T-14 戰車將會順利在2021年進行量產工作。
2021年7月8日，俄羅斯工業和貿易部長丹尼斯·曼圖洛夫表示，俄羅斯於2015年研發出來的 T-14「阿瑪塔」主力戰車，量產時間將延後到2022年。曼圖洛夫部長表示，T-14 戰車的測試工作將會繼續進行，並確保量產工作能夠順利在2022年開始。
根據《Defence Blog》 報導，不少消息人士透露，由於在測試過程中，發現和T-14主戰車火控系統相關的不少缺陷，還需要再做調整、多次測試，因此可能得等到2024年，才能交付給俄羅斯軍方。

## 備註
1. ↑  中文媒體刊物及英文相關報導對「阿富汗石」的英語名稱，有的用「Afghanit」、有的用「Afganit」，比如《尖端科技》軍事雜誌文章：〈亮相逾一年：T-14 阿瑪塔你我知多少？〉內容有『且T-14的主要防護也仰賴主動與被動防禦系統，例如阿富汗石(Afganit)主動防禦系統(APS)以及孔雀石ERA等，正如其他俄國戰車一樣省去了許多傳統裝甲的重量。』。〈T-14戰車的防護罩：阿富汗石硬殺系統成功攔截衰變鈾穿甲彈！〉此篇內容：『阿富汗石主動防禦系統(Afghanit APS)是配備在阿瑪塔通用重型履帶平台上，如T-14阿瑪塔戰車、T-15步兵戰鬥車的主要硬殺攔截系統，而根據俄媒Izvestia日報在9月22日 ...』這兩篇用字兩者都用。英語維基條目：「Active protection system」內容中有這段『The Russian T-14 Armata tank features the Afghanit (Russian: Афганит) active protection system (APS), which includes a millimeter-wavelength radar to detect… 』及『Afganit active protection system (Russia)』。中文維基百科條目：T-14阿玛塔主战坦克內容則是『配備於砲塔環基部的是已經研究多年的阿富汗石(Afganit)主動防禦系統(APS)共10具發射筒』，『T-14使的裝甲除了Malachit(孔雀石) ERA反應裝甲[11]，同時也有Afghanit(阿富汗石)主動防禦系統』。本文參考字典、礦物專業網站及Google 相關報導採用「Afghanit」。[5]

## 外部鏈接
- YouTube上的Russia's Latest Tank T-14 Armatas Abilities Shown in Amazing Animation. - Defensionem 阿瑪塔戰車和阿富汗石APS動畫示範